# Phlegra memorialis
Phlegra memorialis är en spindelart som först beskrevs av Pickard-Cambridge O. 1876.  Phlegra memorialis ingår i släktet Phlegra och familjen hoppspindlar. Inga underarter finns listade i Catalogue of Life.